# Matra MS80
Matra MS80 är en formel 1-bil, tillverkad av den franska formelbilstillverkaren Matra Sports 1969.

## Bakgrund
Matra hade kommit in motorsporten när man tog över René Bonnets verksamhet 1964 och året därpå byggde Matra Sports sin första formel 3-bil. 1966 byggde man även formel 2-bilar och sålde dem bland annat till Ken Tyrrell. 1968 debuterade man i formel 1 där Matra Sports använde sin egen V12-motor medan Tyrrell tävlade med Ford Cosworths V8-motor under namnet Matra International. Tyrrell hade en framgångsrik säsong och Jackie Stewart slutade tvåa i förarmästerskapet medan Matra Sports hade sådana problem med sin motor att man stod över säsongen 1969 för vidare utvecklingsarbete och allt fokus lades på Matra International.

## Utveckling
Matra MS80 var en av de första formel 1-bilarna som konstruerades med de vingar som blivit tillåtna att använda under säsongen 1968. Det var även den första formelbilen från Matra där motorn bultades direkt mot monocoquen och blev en lastbärande del av chassit. Motorn bar upp växellådan och bakre hjulupphängningen.
Cosworth-motorn var en god del av Tyrrell-stallets framgångar, men i slutet av 1969 köptes Matra upp av Chrysler-ägda Simca. Den nya ägaren gjorde klart att från 1970 var det inte tal om att använda Ford-motorer längre. Ken Tyrrell avbröt då sitt samarbete med Matra och byggde en ny bil under eget namn.

## Tekniska data
| Tekniska data           | Matra MS80                                                            |
| ----------------------- | --------------------------------------------------------------------- |
| Motor:                  | Mittmonterad 90° 8-cylindrig V-motor                                  |
| Cylindervolym:          | 2993 cm³                                                              |
| Borrning x slaglängd:   | 85,7 x 64,8 mm                                                        |
| Kompression:            | 11,5:1                                                                |
| Max effekt vid varvtal: | 440 hk vid 9 200 v/min                                                |
| Ventilstyrning:         | Dubbla överliggande kamaxlar per cylinderrad, 4 ventiler per cylinder |
| Bränslesystem:          | Lucas bränsleinsprutning                                              |
| Växellåda:              | 5-växlad manuell                                                      |
| Hjulupphängning fram:   | Dubbla triangellänkar, skruvfjädrar                                   |
| Hjulupphängning bak:    | Dubbla tvärlänkar, dubbla längslänkar, skruvfjädrar                   |
| Bromsar:                | Skivbromsar                                                           |
| Chassi & kaross:        | Självbärande monocoque                                                |
| Hjulbas:                | 240 cm                                                                |
| Torrvikt:               | 555 kg                                                                |

## Tävlingsresultat

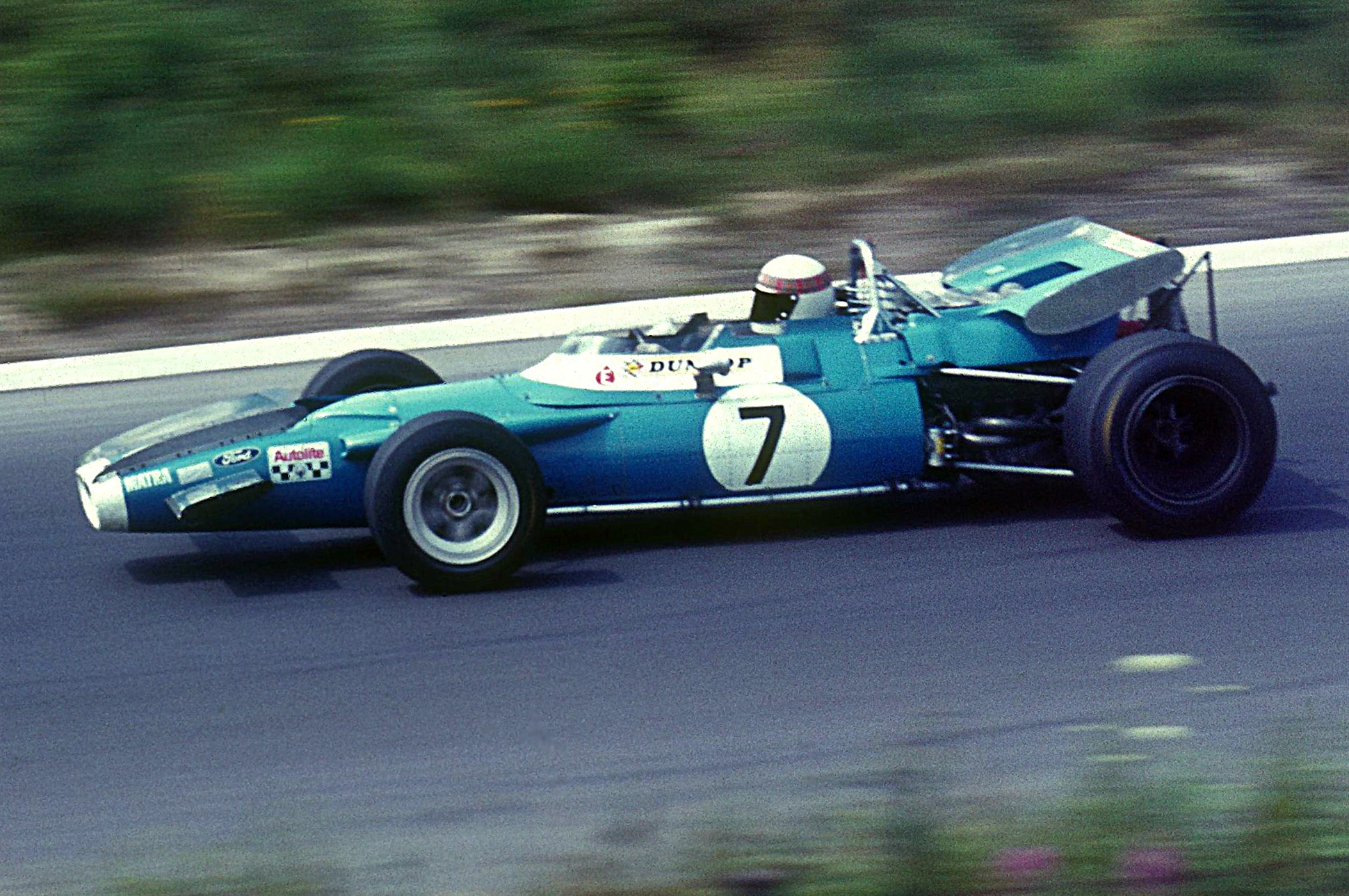
Jackie Stewart vid Tysklands Grand Prix 1969.

### Formel 1-VM 1969
Jackie Stewart vann premiärloppet i Sydafrika 1969 med den äldre MS10-modellen. MS80:n debuterade vid loppet därpå i Spanien och Stewart vann även där. Stewart tog ytterligare fyra segrar under säsongen och i Frankrikes Grand Prix tog Matra International en dubbelseger med Jean-Pierre Beltoise på andra plats. Stewart blev världsmästare med Beltoise på femte plats i förarmästerskapet och Matra vann konstruktörsmästerskapet.